# Río Erro
El río Erro es un curso de agua del norte de la península ibérica, afluente del Irati. Discurre por la provincia española de Navarra.

## Curso
Discurre por la comunidad autónoma de Navarra. El río no tenía a mediados del siglo XIX una denominación clara y era conocido por el nombre de los lugares por donde pasaba, si bien generalmente se lo llamaba río Erro. Nace en el valle de Erro, pasando por los alrededores de Larraingoa, Ardaiz, se interna en Arriasgoiti y Lizoáin, pasando por Urroz-villa, el valle de Lónguida y desemboca en el Irati,  cerca de Ecay de Lónguida. En palabras del Diccionario geográfico-estadístico-histórico de España y sus posesiones de Ultramar (1847) de Pascual Madoz «tiene 8 puentes de piedra y 5 de madera, da movimiento á varios molinos harineros y cria ricas truchas».
Las aguas del río, perteneciente a la cuenca hidrográfica del Ebro, acaban vertidas en el mar Mediterráneo.